# Relations entre l'Allemagne et les Pays-Bas
 (juillet 2015).
Si vous disposez d'ouvrages ou d'articles de référence ou si vous connaissez des sites web de qualité traitant du thème abordé ici, merci de compléter l'article en donnant les références utiles à sa vérifiabilité et en les liant à la section « Notes et références ».
Les relations entre l'Allemagne et les Pays-Bas sont les relations internationales s'exerçant entre deux États frontaliers d'Europe, l'Allemagne et les Pays-Bas. Les deux pays partagent une frontière terrestre et maritime longue de 577 kilomètres.
Les deux pays sont membres de l'Union européenne, de l'Organisation du traité de l'Atlantique nord (OTAN), et de l'Organisation de coopération et de développement économiques (OCDE). Environ 164 000 citoyens d'origine néerlandaise vivent en Allemagne. Les premiers échanges diplomatiques eurent lieu en 1871.

## Histoire des relations bilatérales
Les deux pays ne forment qu'un de 962 à 1648 à travers le Saint-Empire romain germanique. Lors du xvie siècle, les vagues de pensées protestantes allemandes influencent les Pays-Bas.

### Première Guerre mondiale
Durant la Première Guerre mondiale, les Pays-Bas ont été préservés d'une invasion allemande, en tant que pays neutre. Mis sous blocus britannique, le pays fit du commerce avec l'Allemagne pour se préserver économiquement. L'empereur allemand se réfugia aux Pays-Bas à la fin de la guerre, du fait de ses relations avec la famille royale néerlandaise. De surcroît, le mari de la reine Wilhelmine, le duc Henri de Mecklembourg-Schwerin, était Allemand, tout comme Emma de Waldeck-Pyrmont, la femme du roi Guillaume III, le père de Wilhelmine. Emma était populaire auprès du peuple ; elle avait exercé la régence pour le compte de sa fille mineure après le décès de son père. L'empereur d'Allemagne, Guillaume II, fut installé dans un endroit reculé, loin de toute attraction médiatique. Le Royaume-Uni, la France et les États-Unis firent pression en vain sur le petit royaume pour que le dirigeant allemand soit jugé. Durant les années 1930, les Pays-Bas prospèrent ; le duc Henri décède en 1934.

### Seconde Guerre mondiale

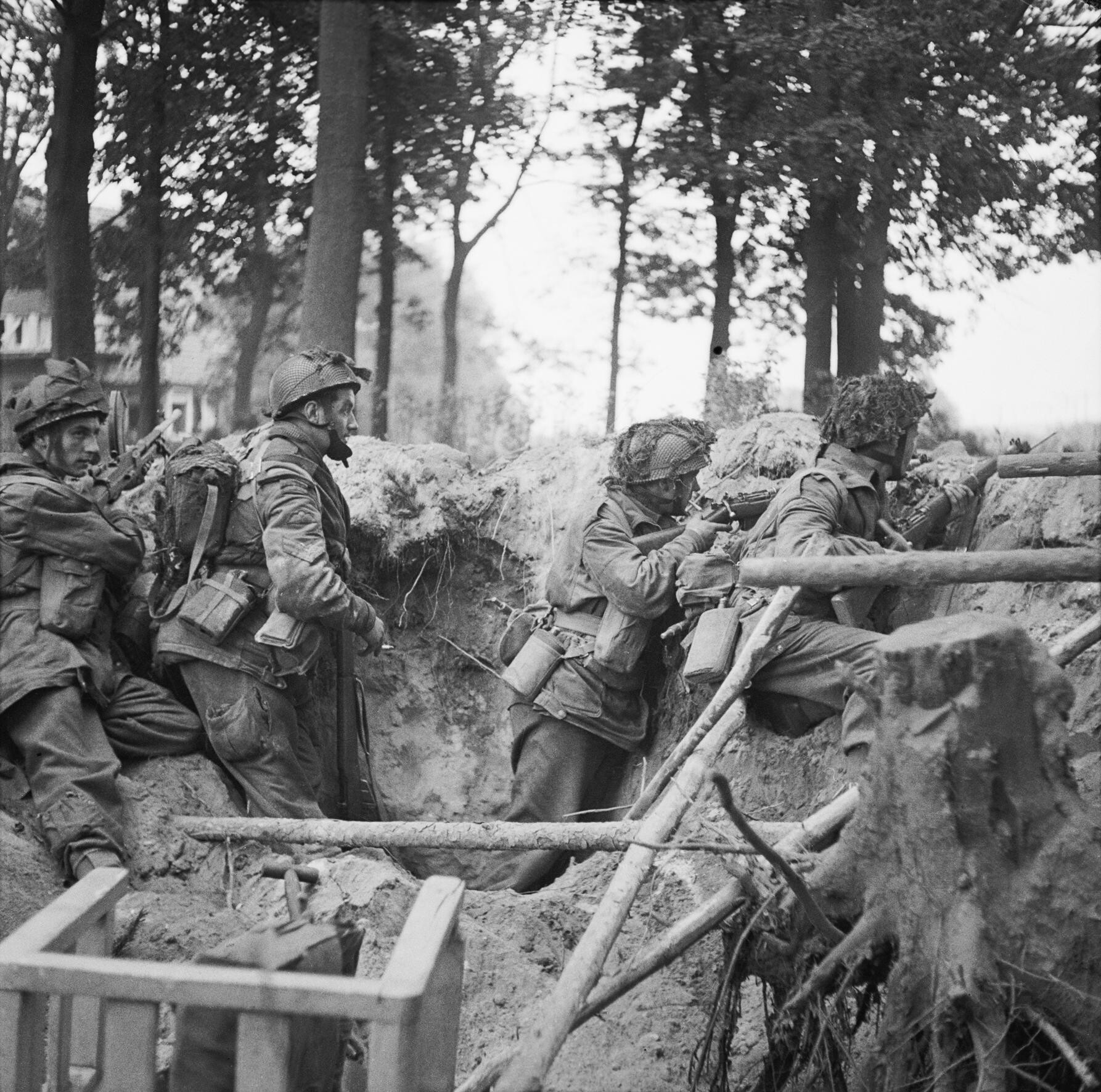
Parachutistes britanniques à Arnhem, engageant immédiatement le combat dès leur atterrissage.

En 1939, alors que l'Allemagne déclare la guerre à la France, les Pays-Bas font savoir leur neutralité dans le conflit. Sans déclaration de guerre allemande préalable, les troupes du Reich envahissent les Pays-Bas. L'armée néerlandaise, petite en nombre, tient une semaine. La ville de Rotterdam est en outre rasée par les envahisseurs. La reine Wilhelmine fuit au Royaume-Uni et organise de Londres un réseau de résistance dans le pays face à l'occupant. Elle s'engage dans le camp des Alliés, et renvoie le Premier ministre Dirk Jan de Geer, qui conclut l'armistice avec le chancelier allemand Adolf Hitler. Elle déclare à ce sujet : « On ne pactise pas avec le diable, l'ennemi de l'humanité ». La reine nomme à ce poste provisoirement Pieter Sjoerds Gerbrandy, qui soutient les opérations conjointes avec les Britanniques afin de libérer le pays. Cependant, grâce à l'action controversée du Premier ministre déchu, la guerre se termine aux Pays-Bas, et Arthur Seyss-Inquart en est nommé gouverneur par le chancelier fédéral Hitler. Wilhelmine finance une radio de Résistance, « Oranje » et empêche l'occupant allemand d'obtenir l'entreprise pétrolière Dutch Shell en faisant, grâce à sa fortune, monter le prix des actions. Le Premier ministre britannique Winston Churchill dit d'elle qu'elle est « le seul homme parmi tous ces chefs d'État en exil », faisant référence aux différents gouvernements de résistance réfugiés à Londres depuis les succès militaires allemands. Il s'ensuit la grève de février 1941 à Amsterdam, qui paralyse totalement la ville sous emprise nazie. Les citoyens arrêtent de travailler sous contrainte allemande afin de dénoncer la déportation de milliers de juifs néerlandais vers les camps. Un parti nazi néerlandais, le  Nationaal-Socialistische Beweging (NSB), recrute parmi les hommes du pays, des volontaires pour faire partie des milices du Reich. Environ 3 % des hommes adultes néerlandais adhèrent au parti.

Les Alliés déclenchent en 1944 l'opération Market Garden, où des milliers de soldats britanniques, américains et canadiens principalement, sont parachutés au-dessus des Pays-Bas. Alors que l'opération est un échec total, et que les Allemands recherchent les soldats adverses sur tout le territoire, ces derniers sont cachés par divers réseaux de résistance dans des lieux forestiers. Les soldats trouvés sont internés dans des camps de prisonniers de guerre, mais les civils suspectés de les avoir aidés, fusillés sur place publique. L'Allemagne ne fournissant plus assez de vivres pour la population, l'hiver de famine en 1944 tue plus de 20 000 civils. Alors que les Alliés progressent depuis le sud, Hitler ordonne de tenir le pays à tout prix. Les combats sont intenses entre les Canadiens venant du sud par la terre, les Américains parachutés, et les forces allemandes battant en retraite. 

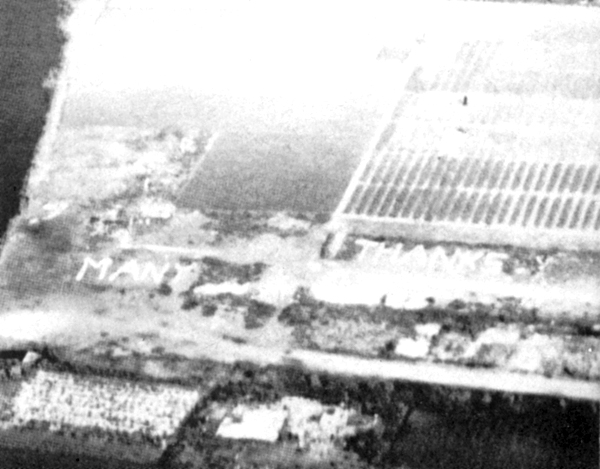
Opération Manna - Many Thanks (« Merci Beaucoup ») écrit avec des tulipes, Pays-Bas, mai 1945.

Les forces de libération déclenchent l'opération Manna en 1945 afin de parachuter de la nourriture à la population en famine. Malgré la proximité avec les troupes allemandes, la reine arrive à Eindhoven, en mars 1945. Les Pays-Bas sont entièrement libérés deux mois plus tard, mais les officiers allemands fusillent tous les résistants arrêtés sans procès durant cette période, avant de passer la frontière.

### Seconde moitié duXXesiècle
À la fin de l'année 1945, le plan Bakker-Schut est élaboré par le nouveau gouvernement néerlandais : ce schéma stratégique propose deux possibilités de réparations de guerre. La première consistait à annexer une partie du territoire allemand. Il avait été prévu que la population serait « néerlandisée ». Les Pays-Bas auraient ainsi doublé de surface, mais les Alliés n'acceptent pas ce plan, qui est abandonné. Le second plan, mettant en place l'opération Black Tulip, a été partiellement exécuté. Il prévoyait à la base que tous les Allemands résidant aux Pays-Bas seraient chassés, mais finalement, sous pression des Alliés, seules les personnes ayant collaboré avec le Reich devront partir. En effet, le ministère de la Justice commença à expulser les Allemands neutres installés aux Pays-Bas, mais les Britanniques en retour expulsèrent quelques Néerlandais de la partie allemande qu'ils contrôlaient. Alors qu'au fil du temps, l'opinion publique se montra de plus en plus défavorable aux explusions, celles-ci prirent fin en 1950. 3 691 personnes, représentant environ 15 % de la population germanique, ont ainsi quitté les Pays-Bas dans l'après-guerre. Les Américains firent alors bénéficier les Pays-Bas du Plan Marshall, et le pays se reconstruisit. Le 26 juillet 1951, l'état de guerre avec l'Allemagne prit fin et les Allemands ne furent plus considérés comme des ennemis de l'État.
La fin de la guerre va signifier aussi pour les Pays-Bas la perte de leur contrôle des Indes orientales néerlandaises : après la reddition des Japonais qui les avaient envahies, les nationalistes indonésiens s'engagent dans une lutte pour l'indépendance, qu'ils obtiennent quatre années plus tard.
Divers incidents populaires sont venus marquer les relations entre les deux pays depuis. En 1965, la princesse Beatrix, future reine, fille de Juliana, annonce son intention d'épouser l'Allemand Claus von Amsberg. À peine vingt ans après la guerre et l'occupation, ce choix fut impopulaire. Le prince Claus avait servi dans les Jeunesses hitlériennes et la Wehrmacht et a été, donc, associé par une partie de la population néerlandaise avec le nazisme. Le père de Beatrix, le mari de Juliana, Bernhard de Lippe-Biesterfeld, était également Allemand, mais s'était engagé dans l'aviation britannique pendant la guerre. Tandis que la rue s'agitait à propos du mariage, des débats houleux eurent lieu au parlement avant qu'un historien démontre que le jeune homme n'avait en aucun cas participé de façon active aux exactions nazies. Le mariage est l'objet de nombreuses protestations durant le jour des noces à Amsterdam le 10 mars 1966. Parmi les protestations on peut lire des slogans tels que « Claus eruit ! » (« Claus dégage ! ») et « Mijn fiets terug ! » (« Rends-moi mon vélo ! »), une référence aux soldats allemands confisquant les bicyclettes hollandaises durant l'occupation du pays. Une bombe fumigène est jetée sur le carrosse royal par un groupe de Provos, ce qui cause de violents affrontements avec la police. Avec le temps cependant, le prince Claus devient l'un des membres les plus populaires de la monarchie néerlandaise et sa mort, en 2002, est largement pleurée dans tout le pays.
Progressivement après ces années de tension, les Pays-Bas et l'Allemagne de l'Ouest collaborèrent dans divers domaines, économiques, militaires, culturels, afin de lutter contre la menace communiste. Malgré cela, en 1974, lorsque les Néerlandais perdent la finale de la Coupe du monde en Allemagne de l'Ouest (faisant ressortir côté néerlandais un antigermanisme profond en raison de l'occupation allemande des Pays-Bas pendant la Seconde Guerre mondiale), les confrontations entre les deux nations sont devenues l'une des rivalités internationales de football les plus connues dans le monde.

« Je me foutais du score. 1-0 était suffisant, tant que nous pourrions les humilier. Je les hais. Ils ont assassiné ma famille. Mon père, ma sœur, deux de mes frères. Chaque fois que j'ai été confronté à l'Allemagne, j'ai été rempli d'angoisse. »

— Willem van Hanegem

### XXIesiècle

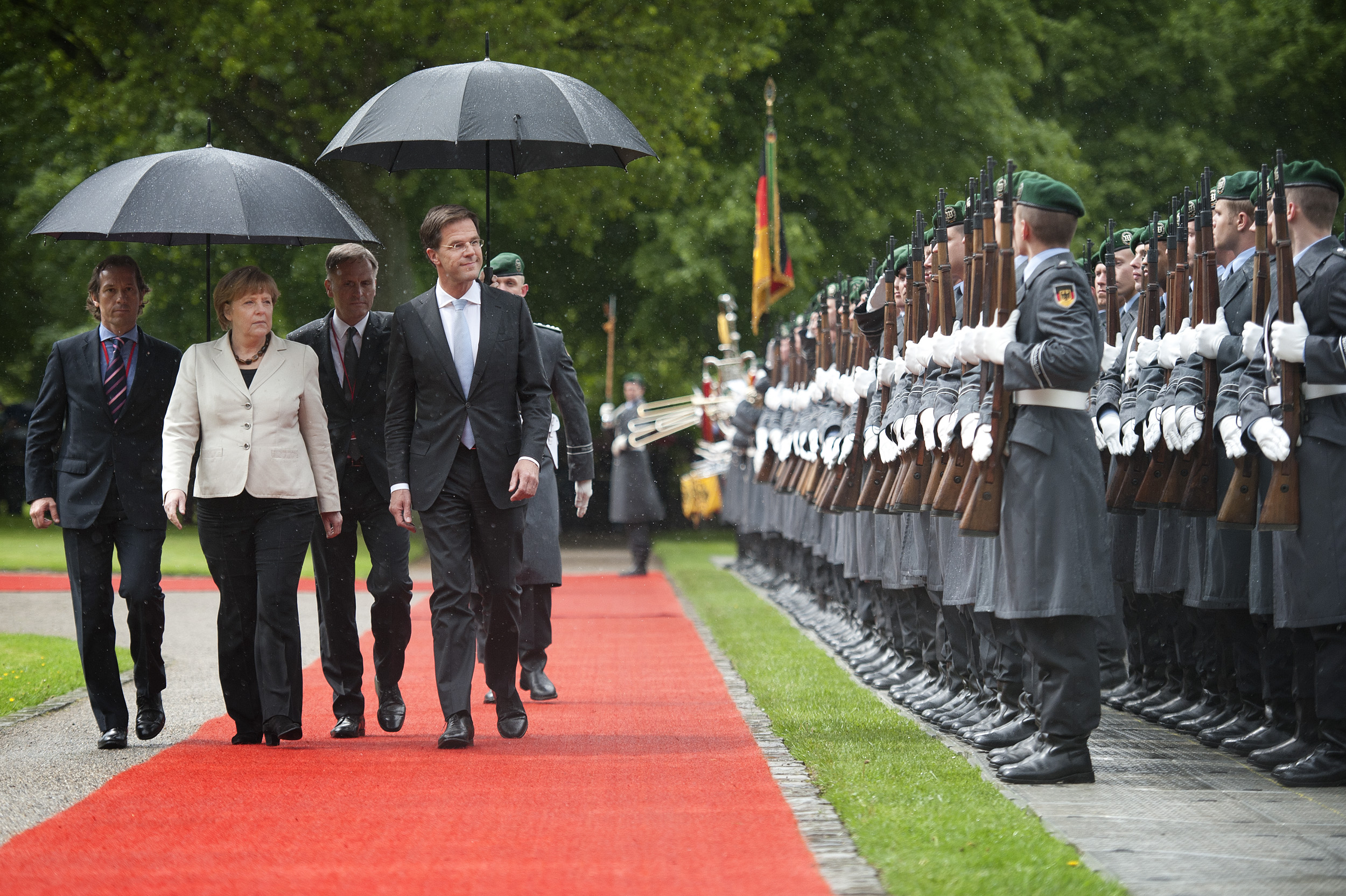
Le Premier ministre néerlandais Mark Rutte et la chancelière allemande Angela Merkel, en 2013 à Berlin.

Les Pays-Bas partagent avec l'Allemagne le même point de vue sur plusieurs sujets, dont l'Union européenne et l'OTAN. Les deux États demandent notamment une augmentation de l'âge de départ à la retraite pour faire face à la crise économique, et une réduction rapide des charges publiques pour abaisser le déficit structurel, face aux réticences de certains autres pays européens. Les deux pays font front commun en juin 2015 face au dossier de la dette grecque, et demandent un Grexit maîtrisé. Ils reviendront sur leur position une fois l'accord signé, et soutiendront la mise en place d'un nouveau plan d'aide.
Selon un rapport du gouvernement des Pays-Bas, les relations bilatérales sont actuellement « excellentes », construites sur « de proches liens politiques, économiques, sociaux, culturels, administratifs et personnels ». L'Allemagne est pour les Pays-Bas le principal partenaire commercial, aussi bien pour les imports que les exports.

## Représentations
L'ambassade allemande est située à La Haye, et de cette dernière dépendent des consulats à Amsterdam, Arnhem, Eindhoven, Enschede, Groninge, Leeuwarden, Maastricht, Beveland-Nord et Rotterdam. Les Pays-Bas ont installé leur ambassade à Berlin après la réunification allemande. Des consuls sont également en poste à Düsseldorf, Francfort-sur-le-Main, Hambourg, Munich et Stuttgart.